# Тоса Мицуёси

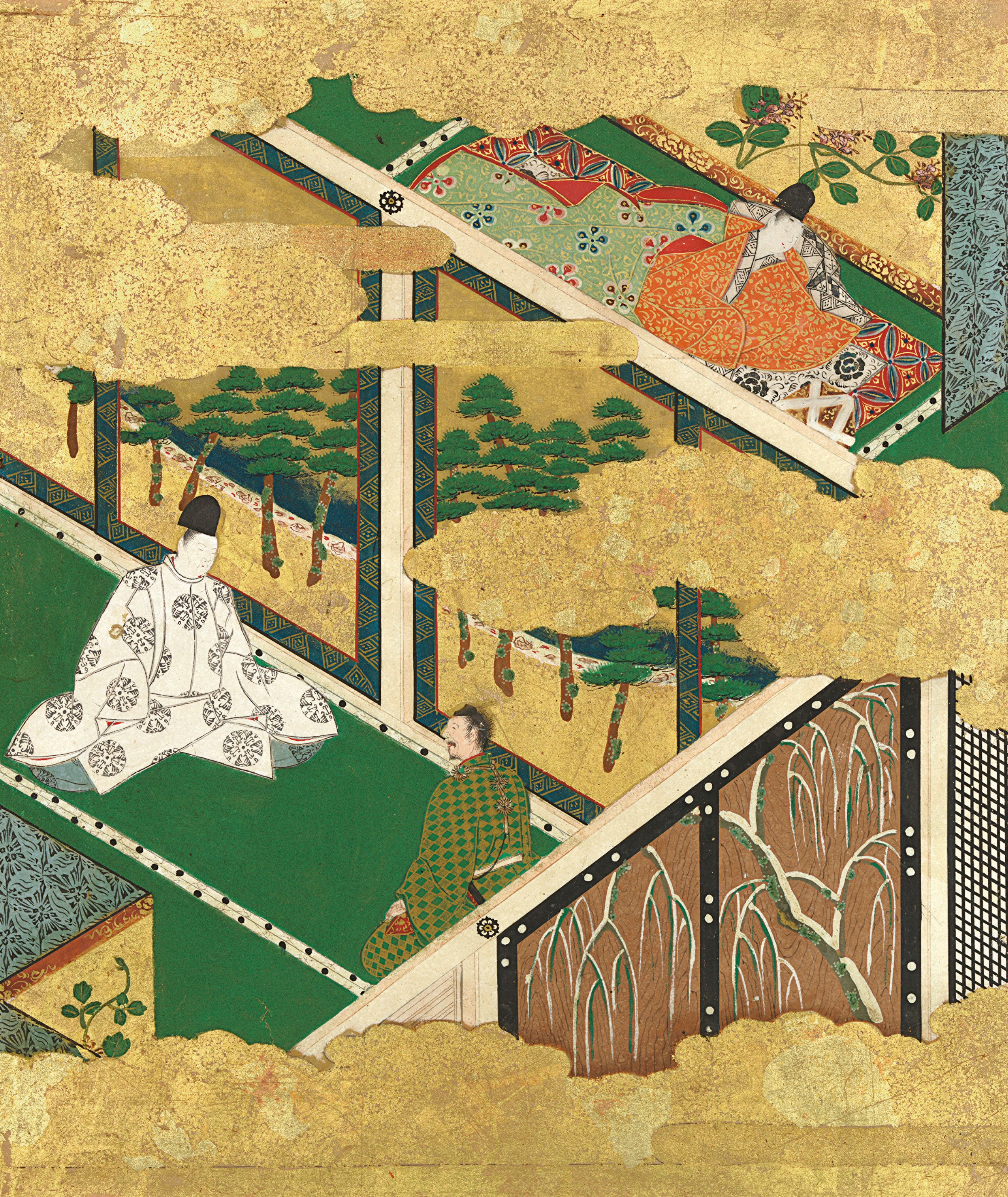
Дубовое дерево. 1567-1613. Музей Метрополитен, Нью-Йорк.

Тоса Мицуёси (яп. 土佐光吉; 1539- 22 июня? 1613) — японский художник, представитель школы живописи Тоса. Художественное наследие художника, а также некоторые подробности его биографии до сих пор изучаются исследователями.

## Биография
Тоса Мицуёси — сын Тосы Мицумоти и внук Тосы Мицунобу, также обучался стилю школы Тоса и продолжил семейную профессию художника при дворе сёгунов.
Однако XVI веке социальные волнения и неустойчивое положение сёгунов Асикага делали нахождение в Киото все более опасным, и после смерти Тосы Мицумото в битве в 1569 году Тоса Мицуёси унаследовал семейное имущество, в том числе материалы и модели живописи. Позже он потерял связь с академией живописи эдокоро и сёгунатом, и был вынужден поселиться в Сакаи, торговом порту близ Осаки. Там он продолжил работать, но уже под покровительством богатых торговцев. Около 1593 года он стал монахом. Представители Кано в Киото не раз писали Мицуёси, призывая его вернуться в столицу, но он предпочел остаться в Сакаи. Около 1599 года Кано Таканобу (1571—1618) занял должность официального художника при дворе, положив тем самым конец господству школы Тоса.
Потеря покровительства сёгуната сказалась на творчестве художника, разные заказы спровоцировали большую вариативность форматов и стилевых качеств живописи художника.

## Стиль и техника
Большинство атрибутированных работ Тосы Мицуёси изображают события из повести о Гэндзи. Среди точно идентифицированных памятников — два альбома с иллюстрациями, один находится в Национальном музее Киото, другой — в Мемориальном музее искусств Кобосо. На обоих альбомах стоит печать «Тоса Кюйоку» — монашеское имя Мицуёси. Все картины с иллюстрациями повести представляют собой небольшие по формату альбомные листы. Кроме того, несколько крупноформатных картин также были атрибутированы как произведения Тосы Мицуёси по стилистическим качествам, хотя они не содержат ни подписей, ни печатей.
Наиболее богатое собрание художественного наследия художника представлено в коллекции Национального музея Киото иллюстрациями к Повести о Гэдзи.
Пара четырехстворчатых ширм считается самой ранней крупной работой Мицуёси. В живописи художника присутствуют основные черты школы Тоса: широко используются тонкие золотые листы, художник работает яркими локальными цветами, перспектива строится с помощью параллельных построений, а пейзажный фон трактуется орнаментально. 

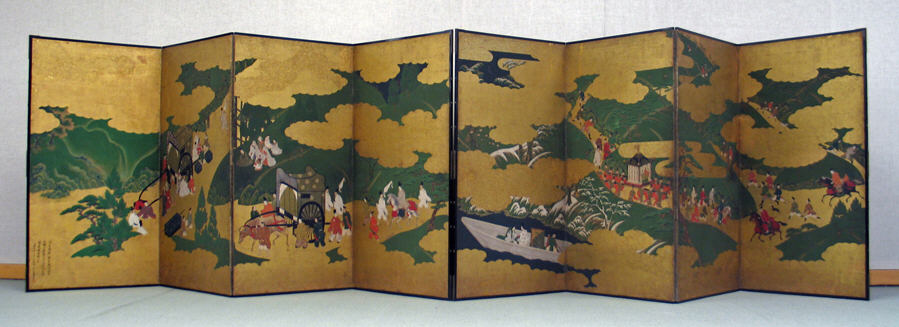
Повесть о Гэндзи. сер. XVI-нач, XVII вв. Музей Метрополитен, Нью-Йорк.

Фениксы и павлины. Музей искусств Кливленда.

Тоса Мицуёси иногда создавал произведения в стиле конкурирующей школы Кано, но придавал ему традиционный колорит живописи ямато-э.
Исследователями были выделены некоторые отличительные черты индивидуального стиля Тосы Мицуёси, которые помогают в атрибуции памятников. Это особенности трактовки персонажей (маленькие подбородки и большие глаза бородатых мужских фигур), а также использование тонких линий туши для акцентирования текстур и выделенные золотом скалы.